# Lorne Nystrom
Lorne Edmund Nystrom, född 26 april 1946 i Wynyard, Saskatchewan,  är en kanadensisk politiker av svensk härkomst som representerar New Democratic Party (NDP). Nystrom var parlamentsledamot i Canadian House of Commons 1968-93 och 1997-2004. Han blev vid sitt första inval 1968 den yngste parlamentsledamoten någonsin i Kanadas historia. Nystrom har vid tre tillfällen utan framgång kandiderat till posten som partiledare för NDP.